# François Xavier Nguyên Quang Sách
François Xavier Nguyên Quang Sách (* 25. Mai 1925 in An Ngãi; † 7. Juli 2013) war Bischof von Đà Nẵng.

## Leben
François Xavier Nguyên Quang Sách empfing am 9. August 1956 die Priesterweihe und wurde in den Klerus des Bistums Rancagua inkardiniert.
Papst Paul VI. ernannte ihn am 6. Juni 1975 zum Koadjutorbischof sowie Generalvikar von Đà Nẵng und Titularbischof von Elephantaris in Proconsulari. Der Bischof von Đà Nẵng Pierre Marie Pham-Ngoc-Chi weihte ihn am 6. Juni 1975 zum Bischof und wurde von Paul Nguyên Binh Tinh PSS assistiert.
Nach dem Tod Pierre Marie Pham-Ngoc-Chis am 21. Januar 1988 folgte er ihm als Bischof von Đà Nẵng nach. Am 6. November 2000 nahm Papst Johannes Paul II. seinen altersbedingten Rücktritt an.